# Städel Museum
Het Städel Museum, officieel Städelsches Kunstinstitut und Städtische Galerie is een museum met een van de belangrijkste kunstverzamelingen van Duitsland, gelegen aan de Museumsufer in Frankfurt am Main.
Het museum bezit 2700 schilderijen (waarvan er 600 zijn tentoongesteld), een collectie grafisch werk (100.000 tekeningen en bladen grafiek) en 600 beelden. Het beschikt over een tentoonstellingsoppervlak van ca. 4.000 m², alsmede een bibliotheek met ca. 100.000 boeken.

## Geschiedenis
De geschiedenis van Städel gaat terug tot een stichting die werd opgericht na de dood van bankier en zakenman Johann Friedrich Städel in 1816. De daadwerkelijke start was pas in 1829, na een jarenlange juridische strijd over de erfenis met Städels familie in Straatsburg, die eindigde in een vergelijk. Aanvankelijk was de Städel gevestigd in het Vrints-Treuenfels-Palais in de Neue Mainzer Straße. Het Städelsche Kunstinstitut omvatte oorspronkelijk een expositieruimte en een kunstopleiding. In 1878 verhuisde het kunstinstituut naar de nieuwe locatie aan de Schaumainkai. 
In de loop der tijd groeiden opleiding (Städelschule) en museum verder uit elkaar en werd de museumcollectie nog versterkt met andere verzamelingen, zoals de collectie van Walther Rathenau (Minister van Buitenlandse Zaken in de Weimarrepubliek).

## Bouwwerk
Het gebouw aan de Schaumainkai (beter bekend als de Museumsufer) dateert van 1878 en is in de stijl van de Gründerzeit. Het in de Tweede Wereldoorlog ernstig beschadigde museum werd tot 1966 naar een ontwerp van de Frankfurter architect Johannes Krahn in een gewijzigde vorm gerestaureerd. Voor de huisvesting van een deel van de collectie (kunst van de twintigste eeuw) en ten behoeve van thema-exposities werd het gebouw in 1990 naar een ontwerp van Gustav Peichl uitgebreid aan de Holbeinstraße. Kleine veranderingen, renovaties en een interne verbouwing vonden nog plaats van 1997 tot 1999.
In februari 2008 werd na een internationale wedstrijd het Frankfurter architectenbureau Schneider + Schumacher aangewezen het museum met 3000 m² (deels ondergronds) uit te breiden. De nieuwbouw met renovatie van het oude gebouw begon in 2009. De heropening vond plaats in 2012. 

## Collectie
De collectie toont meesterwerken der Europese kunst uit zeven eeuwen, beginnend met de vroege veertiende eeuw, via de gotische kunst, renaissance, barok, de Goetheperiode (1770-1830) en de negentiende eeuw tot in de huidige tijd.

### Bekende werken

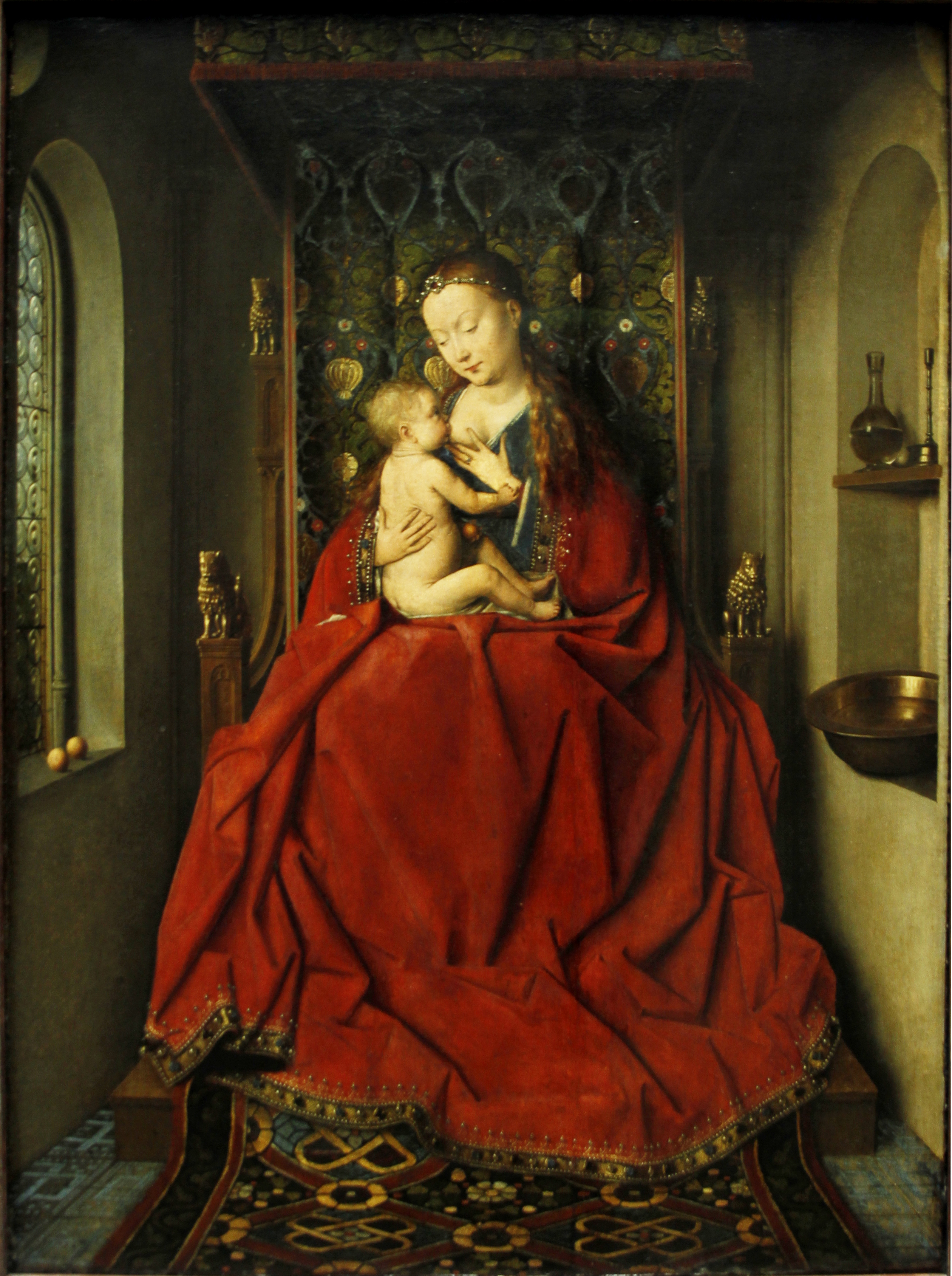
Jan van Eyck, De Luccamadonna, 1390-1441
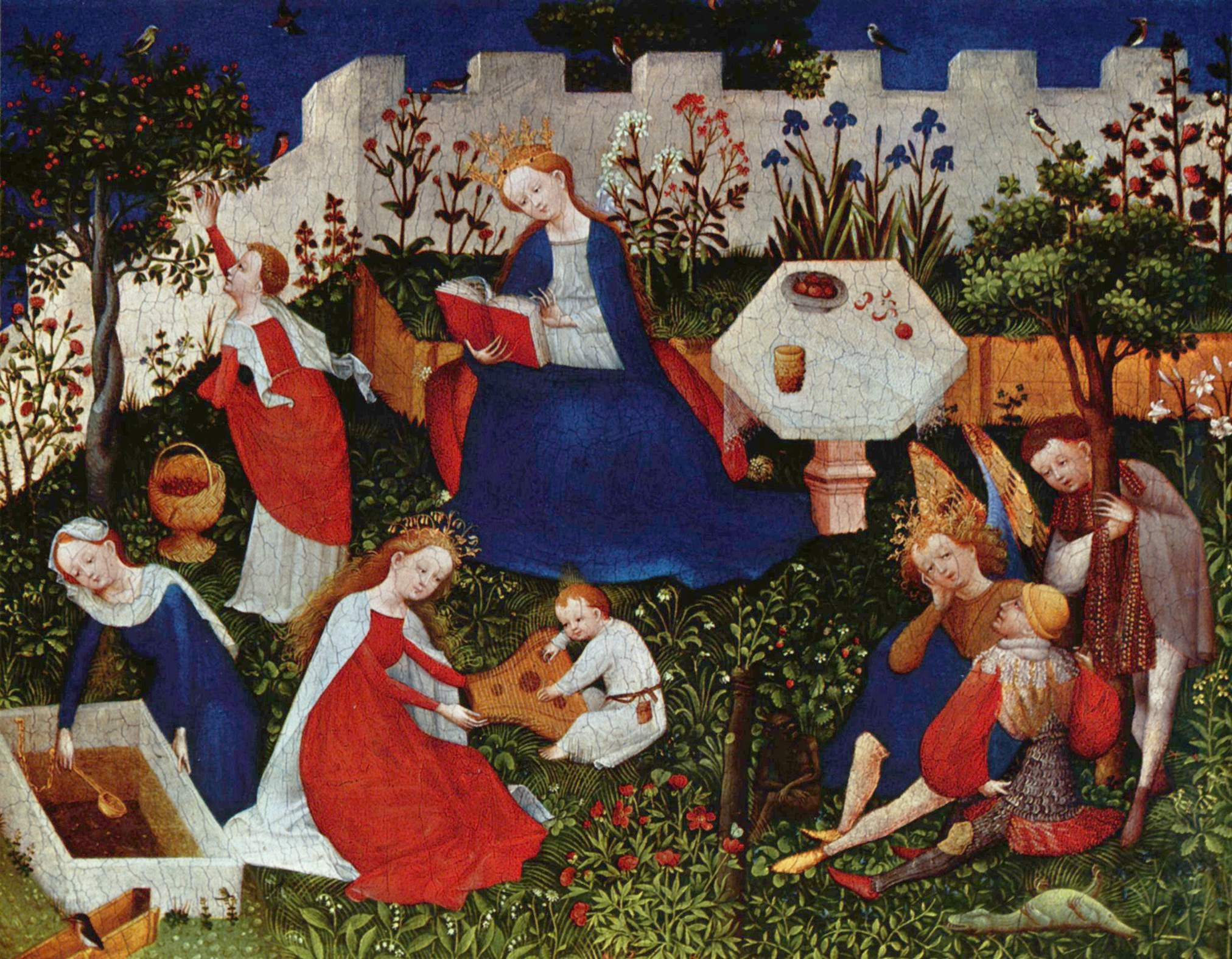
Oberrheinischer Meister, Paradiesgärtlein
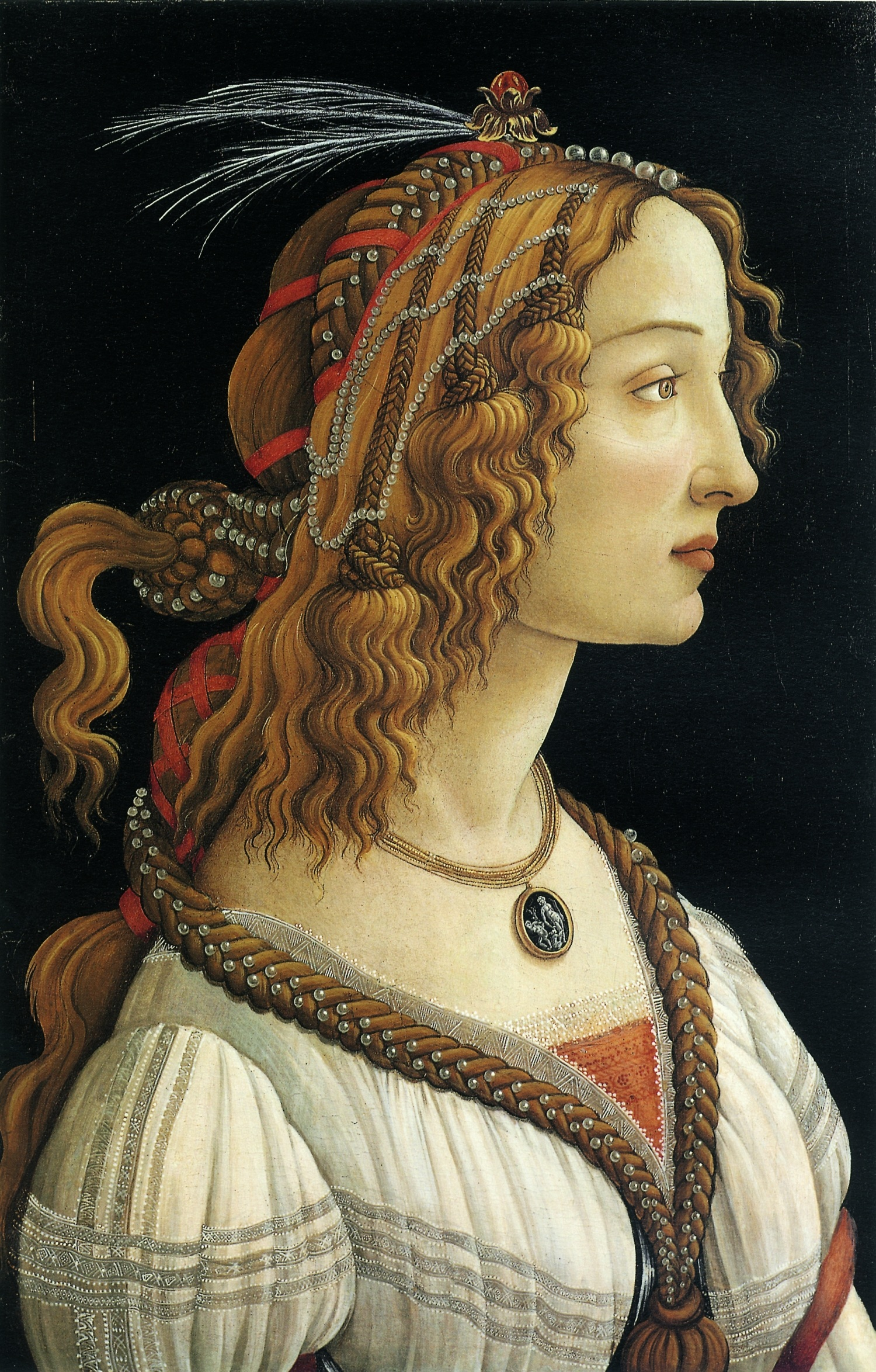
Sandro Botticelli, Ideaalbeeld van een vrouw, 1480-85
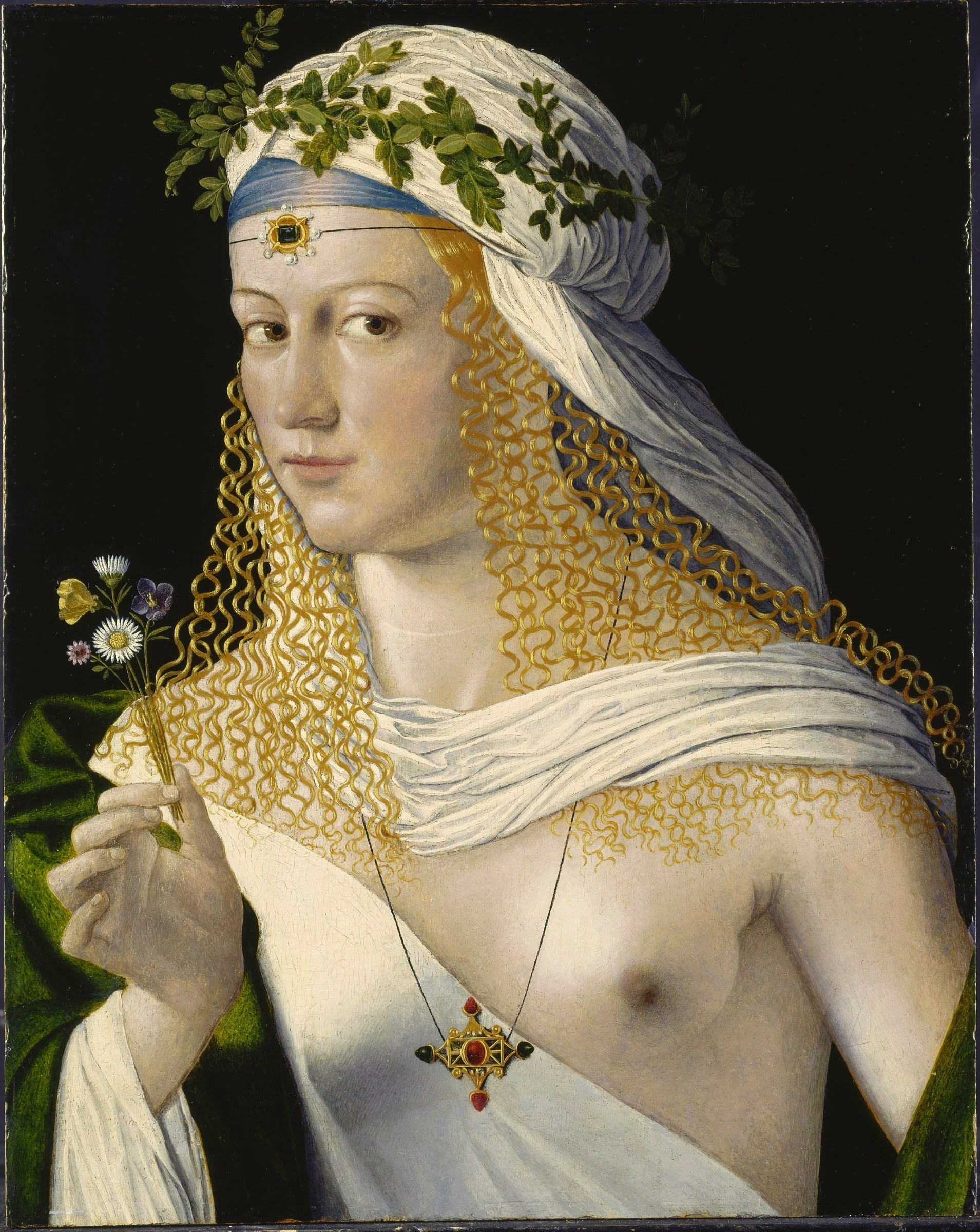
Bartolomeo Veneto, Ideaalbeeld van een vrouw, tussen 1500 en 1530
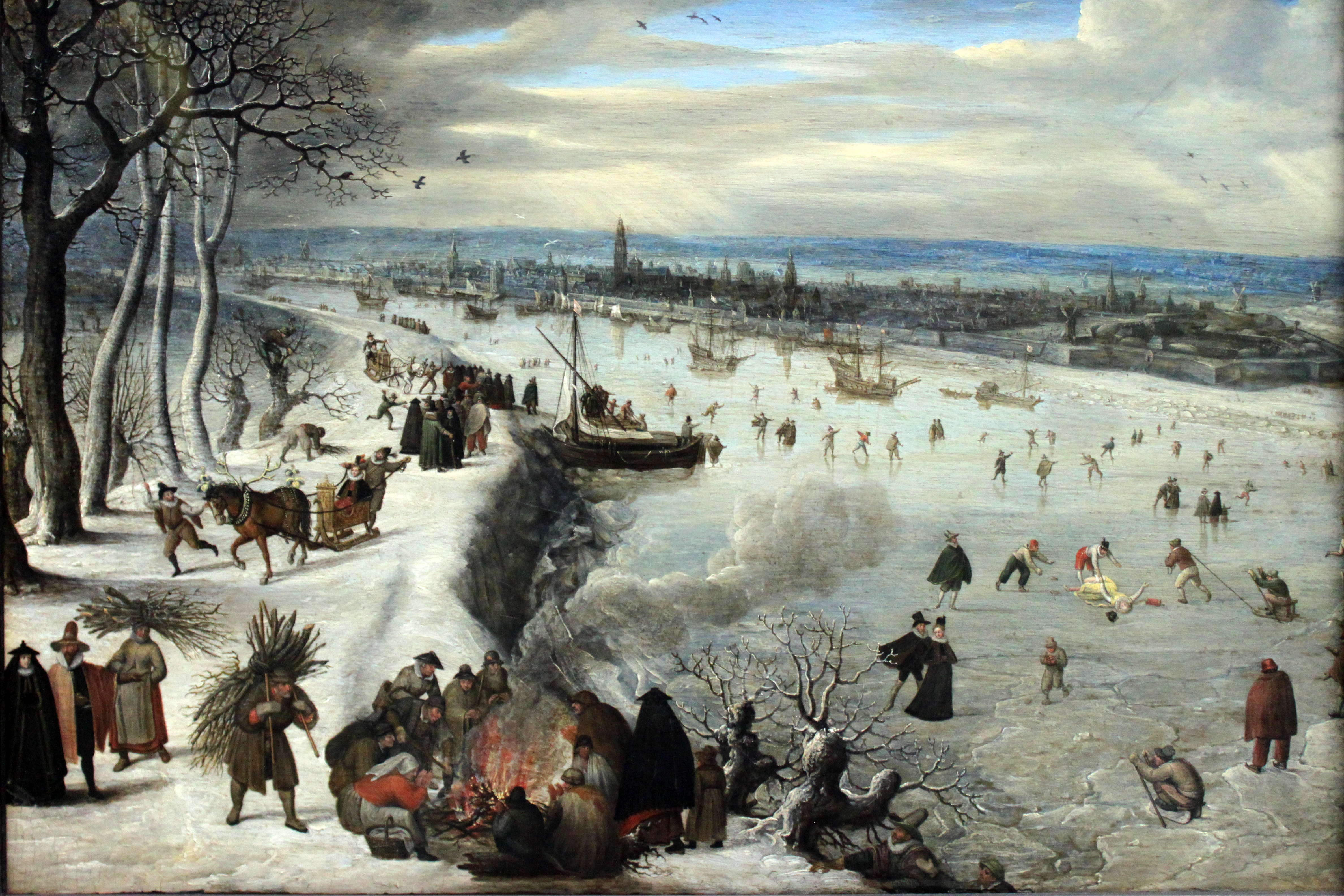
Lucas van Valckenborch, Zicht op Antwerpen met de bevroren Schelde (1589 of 1593)
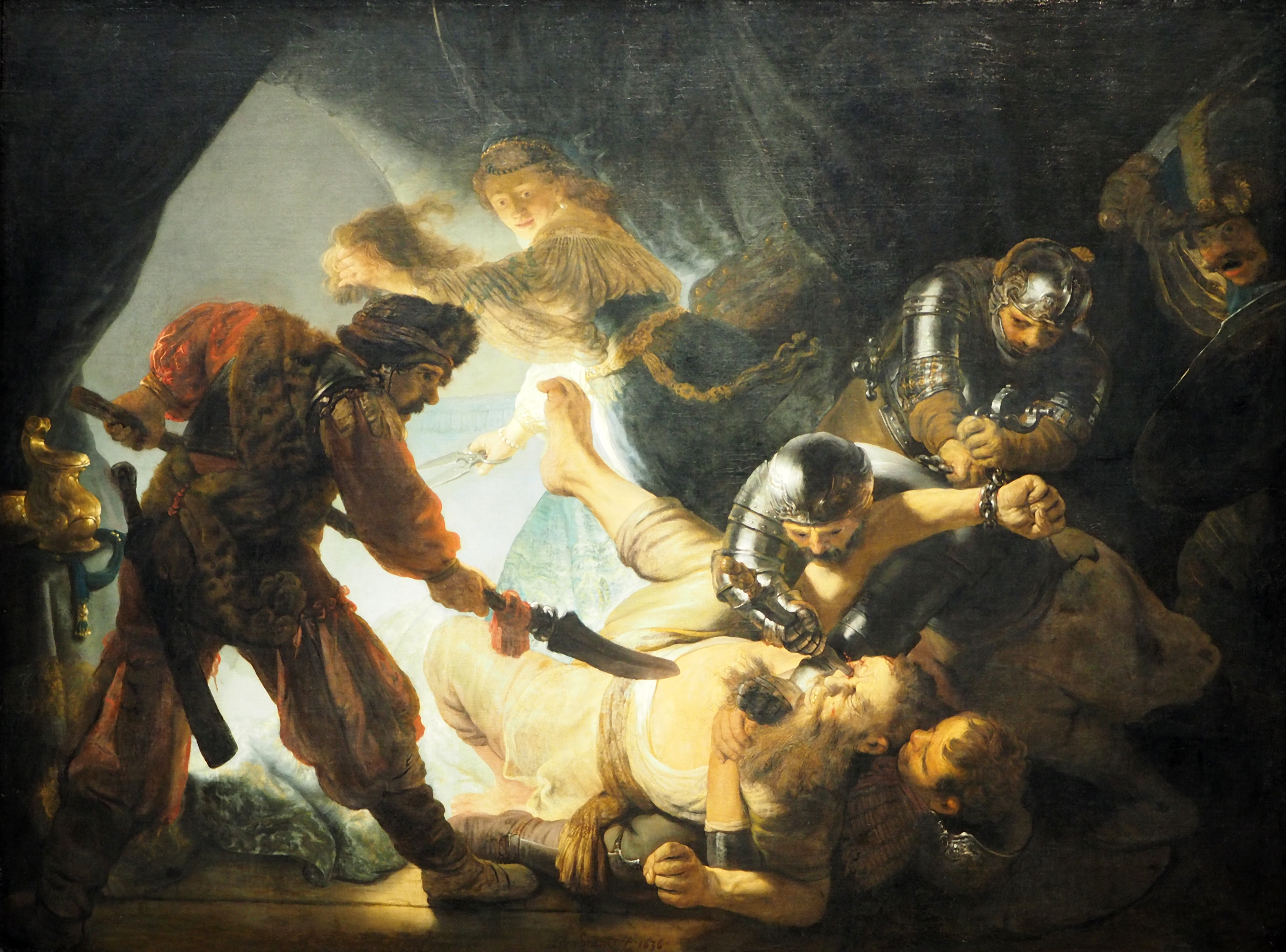
Rembrandt van Rijn, De blindmaking van Simson, 1636
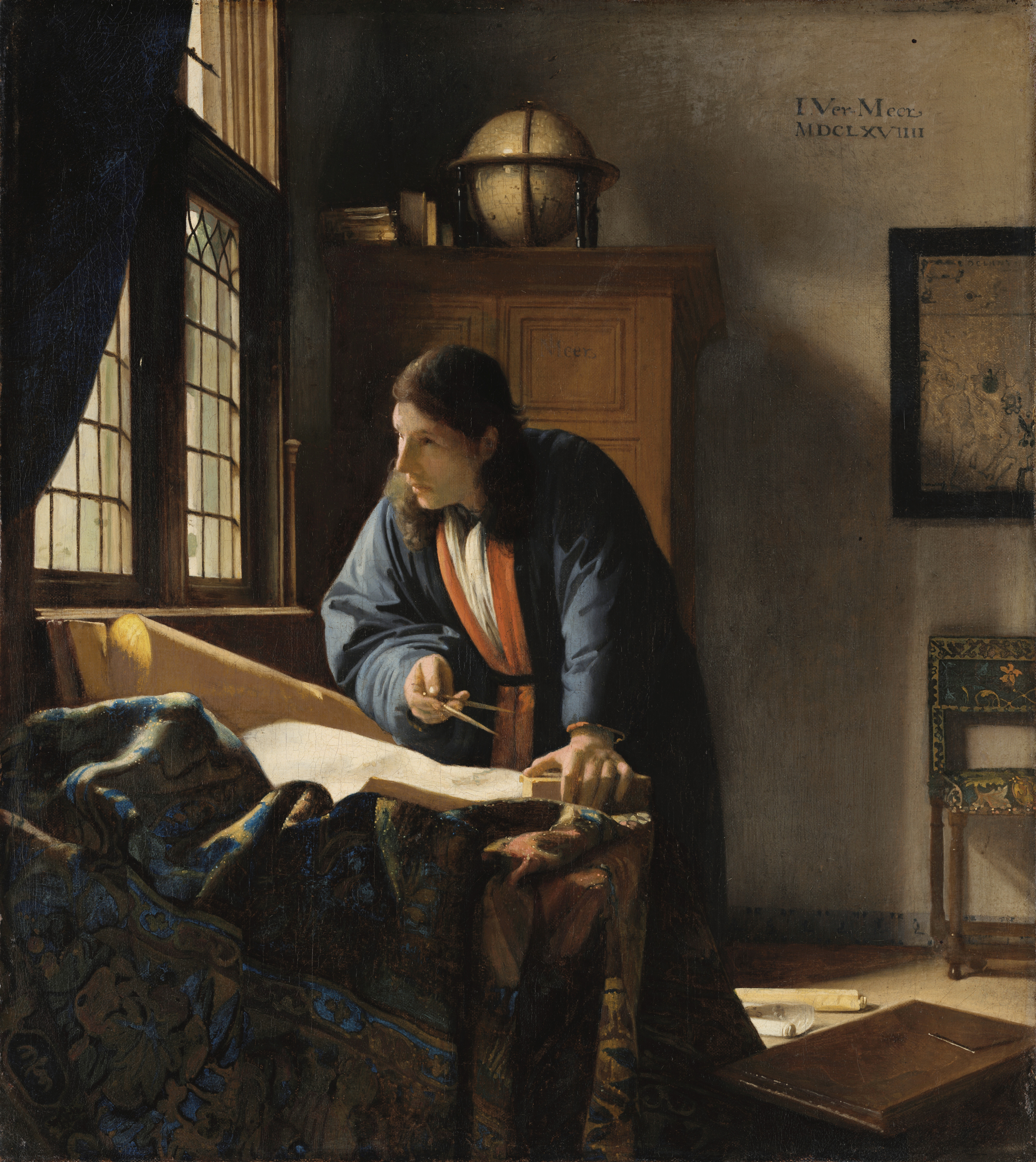
Johannes Vermeer, De Geograaf, 1669
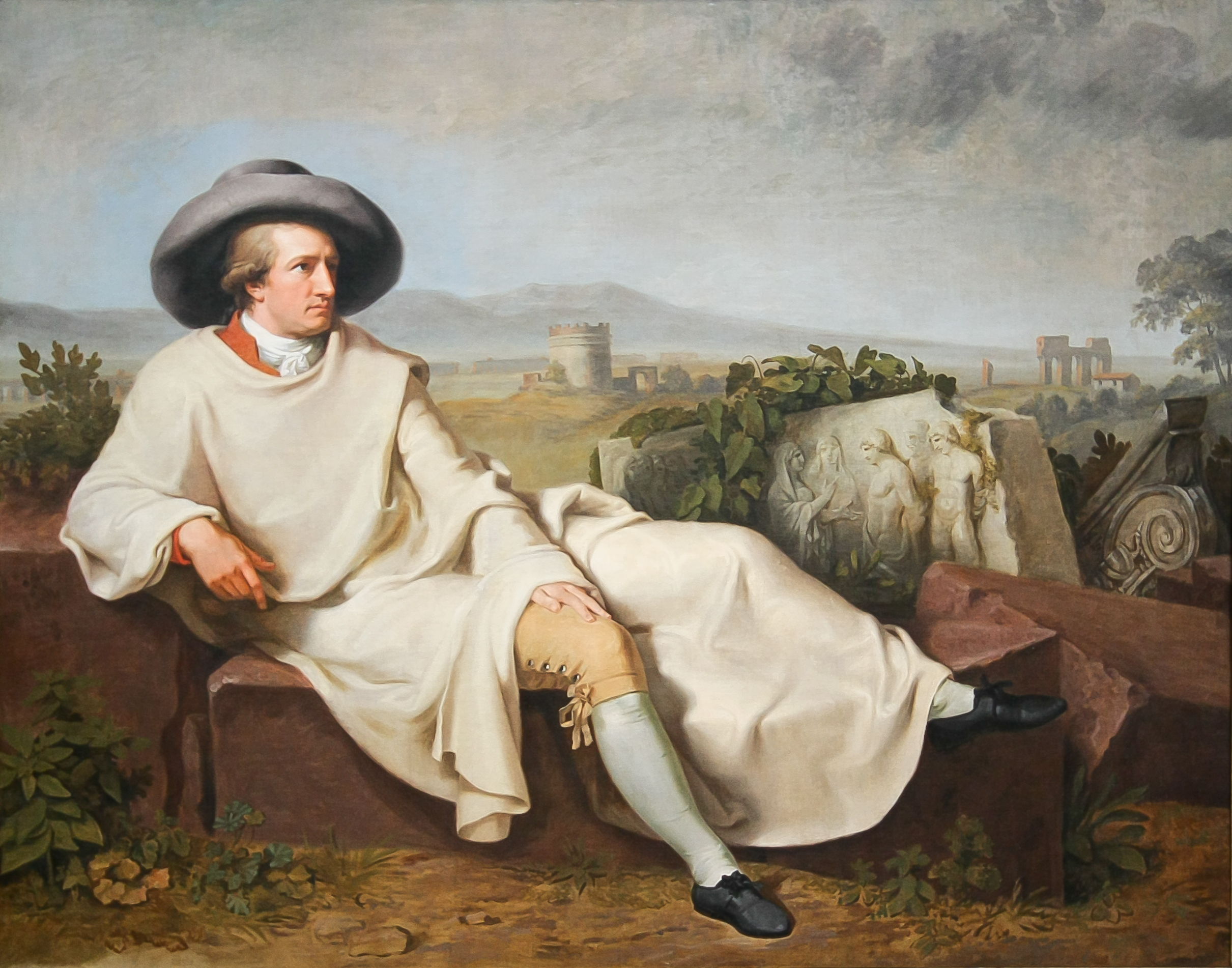
Johann Heinrich Wilhelm Tischbein, Goethe in der römischen Campagna, 1787
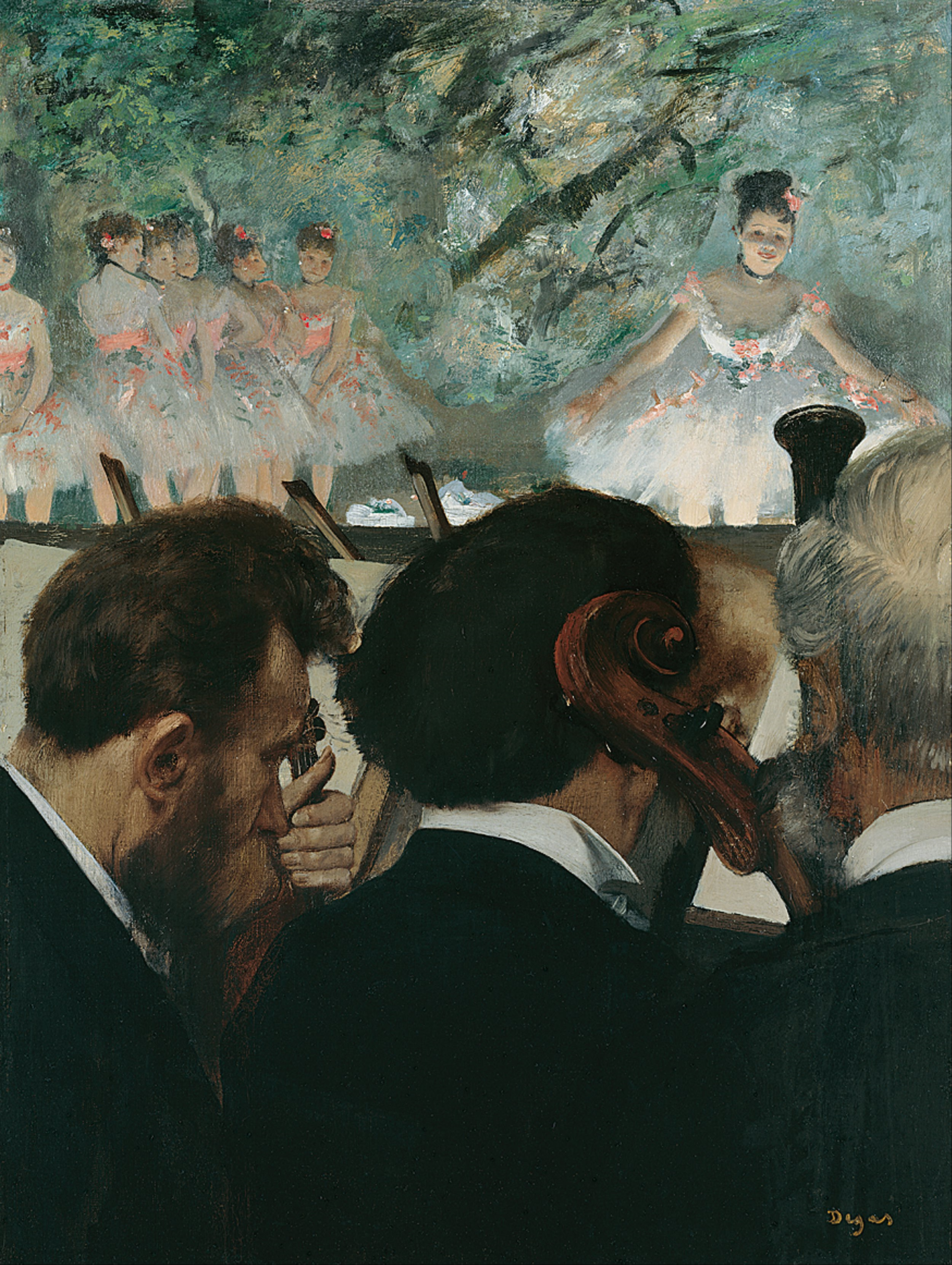
Edgar Degas, Musiciens à l'orchestre, 1872